# BT–7
A BT–7 a BT-sorozat utolsó szovjet könnyű harckocsija volt, amelyet 1935 és 1940 között nagy számban gyártottak. Könnyű páncélzatú volt, de akkoriban meglehetősen jól felfegyverzett és sokkal jobb mobilitású volt, mint egyéb hozzá hasonló harckocsik. A BT–7 utódja a híres T–34 közepes harckocsi volt, amelyet 1940-ben állítottak hadrendbe, amely felváltotta az összes akkoriban hadrendben lévő szovjet könnyű és közepes harckocsit.

## Története
A BT–7-nek jellegzetes tulajdonsága volt, hogy nagy sebességének köszönhetően szinte ugorva tudott áthaladni kisebb terepegyenetlenségek felett. A tereptől, a felépített ugrórámpától és sebességétől függően a BT–7 akár 20 méteres akadályt is zökkenőmentesen leküzdött. Ezt a képességét az ilyen úgynevezett ugrást a Legfelsőbb Parancsnokság is nagyra tartotta és bevetéseknél, mint különleges harci eljárás számolt vele. A BT–7-est a japánok ellen a mandzsúriai harcokban alkalmazták először az 1930-as évek végén, majd részt vettek Lengyelország megszállásában és a finnek elleni téli háborúban 1940-ben. A típus alkalmazása a német inváziót követően, 1941-ben Európában véget ért, ám az ázsiai front megnyitásakor újra bevetették ezt a tipust.

## Fejlesztés

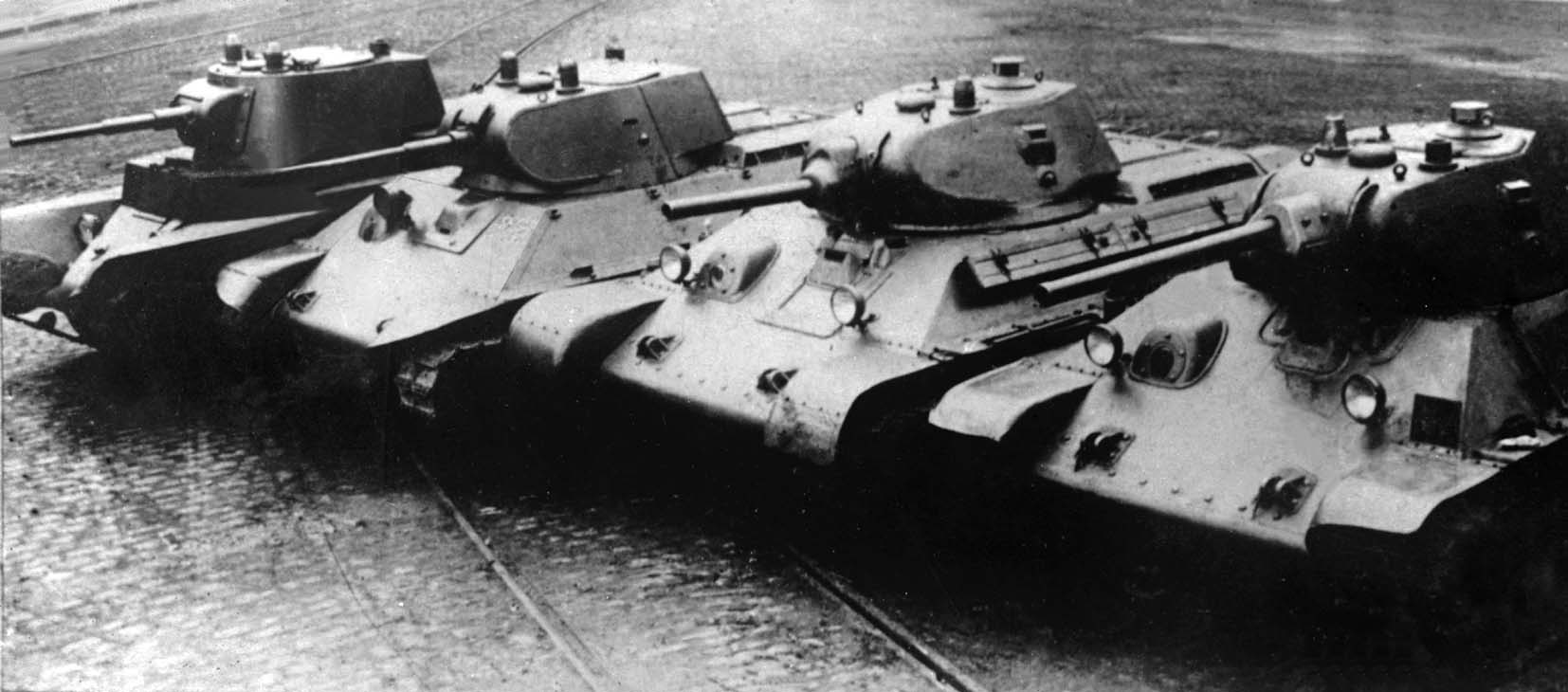
A fejlesztés stádiumai: A-8 (BT–7M), A-20, T-34 Model 1940, T-34 Model 1941

A BT–7 szovjet könnyű harckocsi, a BT-sorozatú gyorsharckocsik (Быстроходный танк – Bisztrohodnij tank) harmadik modellje. A BT–5 továbbfejlesztett változataként jött létre. Sorozatgyártását 1934–1935-ben kezdték meg. A harckocsin már megjelent a csonkakúp alakú torony, az M–17-es (BMW-motor másolat) motor, újfajta rádióantenna, a modernizált célzóberendezés, az átdolgozott lánctalp, futómű és a sebességváltó. 1937-től a V–2-es dízelmotor egy korai változatával szerelték fel BT–7-eseket, és BT–7M jelzéssel 1940-ig mintegy 800 darab készült belőlük. A dízelmotort párhuzamosan fejlesztették a BT harckocsikkal a Komintern gyárban, a fejlesztésbe besegített a Repülőgépmotorok Központi Intézete (CIAM) is. A tesztek kielégítőek voltak, és a motort V–2 jelzéssel alap harckocsimotorként rendszeresítették a Vörös Hadseregben. 1937-ben egy új tervezőcsapat alakult a KhPZ-ben, hogy megalkossák a BT tankok következő generációját. Kezdetben Mihail Koskin, majd halála után Alekszandr Morozov volt a főtervező. A csapat két prototípust épített. A könnyűt "A-20"-nak hívták. Az erősebben felfegyverzett és páncélozott BT-származék, az A-32 egy "univerzális harckocsi" volt, amely az összes T–26 gyalogsági harckocsit, BT könnyű harckocsit és T–28 közepes harckocsit. Egy ilyen terv ellentmondásos volt, de a harckocsi teljesítményével kapcsolatos aggodalmak a német villámháború fenyegetése miatt egy még erősebben páncélozott változat, a T-34 közepes harckocsi gyártásának jóváhagyásához vezettek.
Fejlesztése közben fontos technikai újítást jelentettek a BT-IS és BT-SW-2 próbapadi járművek, amelyek a döntött páncélzatra koncentráltak. Ez az elgondolás közvetlenül vezetett a T-34 páncélzatának elrendezéséhez. A BT alvázat a műszaki segédjárművek és a mobilitást vizsgáló járművek alapjaként is használták. Egy hídvető változat egy T-38 toronnyal rendelkezett, és egy hidelemet indított el kis réseken keresztül. Az RBT-5 egy pár nagy tüzérségi rakétavetőt hordozott, a torony mindkét oldalán egyet-egyet. A BT harckocsikon számos rendkívül széles lánctalpas kivitelt próbáltak ki, köztük furcsa módon fából készült „hócipőket” is.
A „KBT-7” egy teljesen modern páncélozott parancsnoki jármű volt, amely a második világháború kitörésekor a prototípus stádiumában volt. A tervezést a háború miatt nem folytatták.
Az 1936-os kijevi katonai parádén mutatták be a külföldi katonai megfigyelőknek több száz BT harckocsi felvonulásával. A nézők között a Brit haderő képviselői is ott voltak, akik felismerték az újítás jelentőségét. Ezután a brit cirkáló tankokon megjelentek hasonló fejlesztések, elsőként Cruiser Mk III-tól kezdve. A BT harckocsi páncéltestének elülső páncéljának hegyes formája a brit Matilda tank kialakítását is befolyásolta.

## Harci tapasztalat

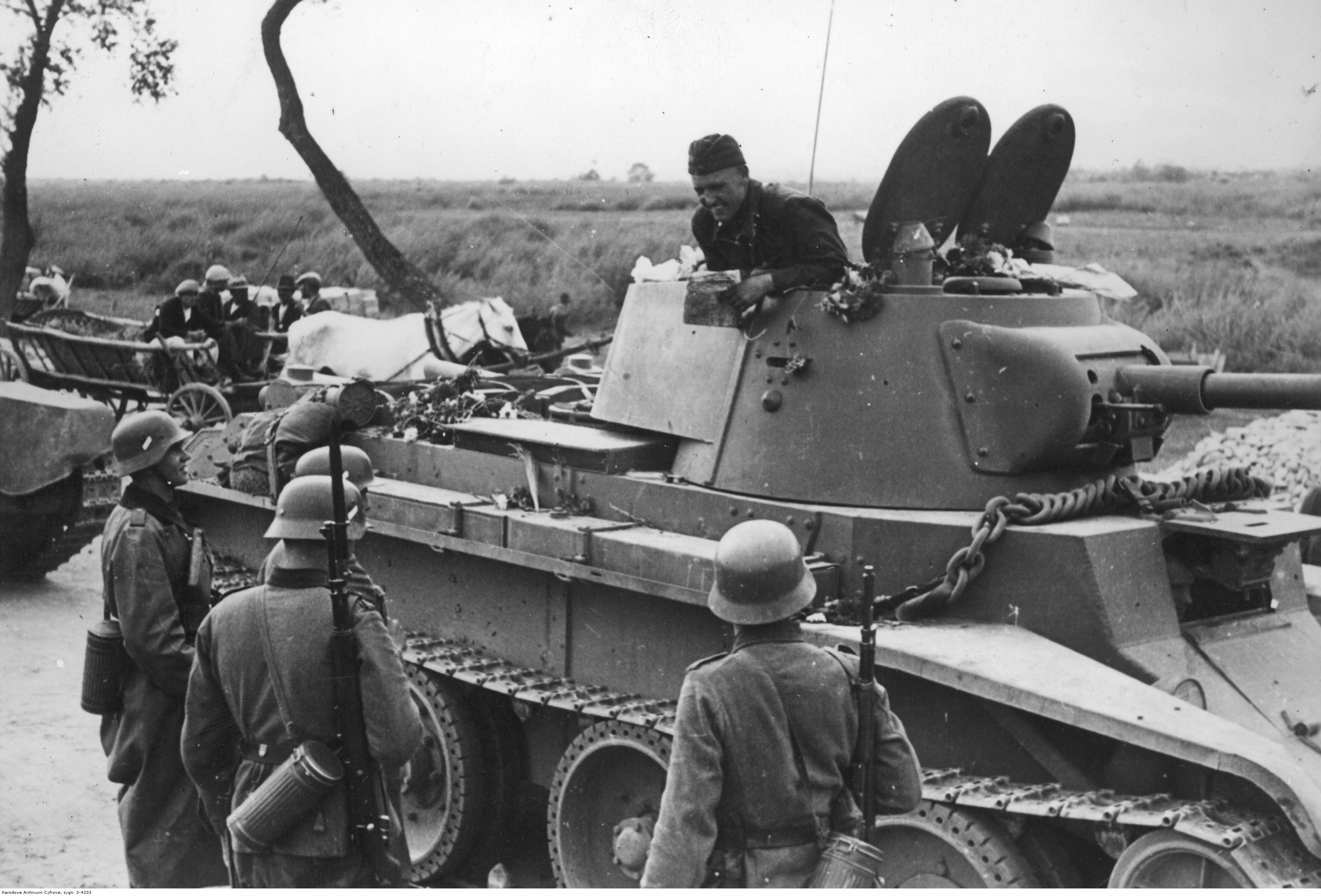
A német gyalogság és a szovjet páncélosok találkoznak a megállapodás szerinti demarkációs vonal mentén az 1939-es Lengyelország megszállása után

A BT harckocsik szolgálatot teljesítettek a második kínai-japán háborúban  a spanyol polgárháborúban , a Halhín-goli csatában, a finnországi téli háborúban és a második világháborúban .

### Spanyol polgárháború
A spanyol polgárháborúban (1936–1939) egy 50 fős BT-5-ös egység harcolt a republikánusok oldalán, melynek személyi állományát a Szovjetunióban kiképzett Nemzetközi Brigádok tagjai és néhány szovjet harckocsizó alkotta. Első harcuk 1937. október 13-án a zaragozai offenzíva során katasztrofális volt és 13 harckocsi megsemmisült. Később, 1937 decembere és 1938 februárja között további veszteségeket szenvedtek a Teruel-i csata során. Néhány zsákmányba került BT-5-öt a nacionalista oldal is használt.

### Kínai-Japán háború
A Kínai Nacionalista Hadseregnek négy BT-5-öse volt, amelyek a Japán Birodalmi Hadsereg ellen harcoltak a második kínai-japán háború alatt (1937–1945). 

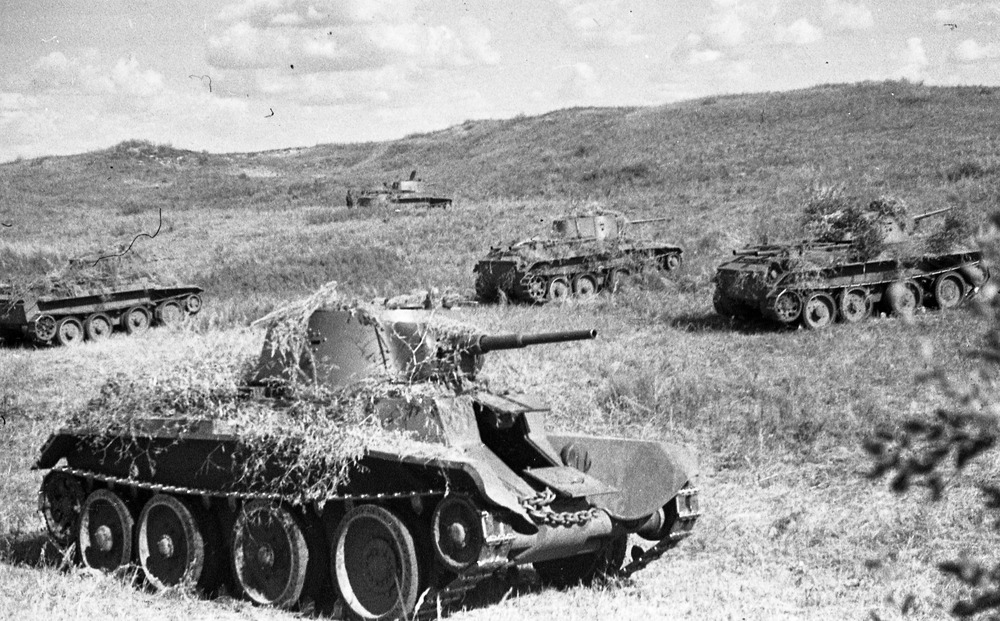
BT-7 tankok a Halhín-goli csatában

### Halhín-goli csata
Az 1939 májusától szeptemberig tartó  Halhín-goli csaták (más néven Nomonhan-incidens) során a BT harckocsikat támadták a japán „közeli” csapatok (tankgyilkos osztagok), amelyek: páncéltörő fegyverek helyett – benzines palackokkal felfegyverkezve (később „ Molotov-koktéloknak ”nevezték el) mértek csapást a páncélosokra. A BT-5-ös és BT-7-es, amely 38 °C-nál magasabb hőmérsékleten üzemelt a mongol síkságon, könnyen kigyulladt, amikor egy Molotov-koktél meggyújtotta benzinmotorjaikat. Georgij Zsukov Sztálin eligazítása során az egyik "pontosítója" volt , hogy "...BT tankjai kissé tűzveszélyesek voltak..." Ezzel szemben sok japán harckocsi-legénység tartotta jónak a szovjet 45 mm-es 20K M1932 harckocsiágyút megjegyezve: "...amint meglátták egy orosz fegyver villanását, észrevettek egy lyukat a tankjukon, hozzátéve, hogy a szovjet lövészek is pontosak voltak !"

### Téli háború
A Finnország elleni 1939–1940-es téli háborúban a BT-2, BT-5 és BT–7 harckocsik kevesebb sikert értek el a finn hadsereg erőivel szemben, mint a japánok ellen Halhín-gol-nál.

### Második világháború
1941 júniusában, a Barbarossa hadművelet kezdetén a BT–7 volt a szovjet hadsereg fő könnyű harckocsija. A páncélosok veszteségei magasak voltak, több mint 2000 BT–7 sorozatú harckocsit veszítettek az első 12 hónapban a keleti fronton. Az invázió előtt további százakat tett mozgásképtelenné az elmaradt karbantartás hiánya, és ezeket hátra kellett hagyni, amikor a szovjet erők kelet felé vonultak vissza. A BT–7-et a Vörös Hadsereg páncélozott és gépesített erői üzemeltették szinte az egész háború alatt, de 1941 után már jelentősen lecsökkent darabszámban.
1942. november 1-ig 32 BT–7 harckocsit zsákmányoltak a támadó román erők. BT–7 sorozatú harckocsit továbbra is használtak azonban a szovjetek a Távol-Keleten, a japán erők ellen a Halhín-goli csatában 1939-ben és a mandzsúriai támadó hadműveletben 1945-ben.

## Műszaki paraméterek
|                               | BT-2              | BT-5             | BT–7             | BT–7A               | BT–7M (BT-8)      |
| épített darabszám             | 620               | 2,108 vagy 5000  | 4,965 vagy 2000  | 154                 | 790               |
| legénység                     | 3                 | 3                | 3                | 3                   | 3                 |
| súly                          | 10.2 t            | 11.5 t           | 14 t             | 14.5 t              | 14.7 t            |
| hossz                         | 5.58 m            | 5.58 m           | 5.66 m           | 5.66 m              | 5.66 m            |
| szélesség                     | 2.23 m            | 2.23 m           | 2.29 m           | 2.29 m              | 2.29 m            |
| magasság                      | 2.20 m            | 2.25 m           | 2.42 m           | 2.52 m              | 2.42 m            |
| páncélzat                     | 6–13 mm           | 6–13 mm          | 6–13 mm          | 6–13 mm             | 6–22 mm           |
| főfegyverzet                  | 37 mm Model 30    | 45 mm Model 32   | 45 mm Model 34   | 76.2 mm Model 27/32 | 45 mm Model 32/38 |
| fő fegyverhez lőszerkapacitás | 96 lővedék        | 115 lővedék      | 146 lővedék      | 50 lővedék          | 146 lővedék       |
| másodlagos fegyverzet         | DT                | DT               | DT               | 2×DT                | 3×DT              |
| motor teljesítmény model      | 400 hp M-5        | 400 hp M-5       | 500 hp M-17T     | 500 hp M-17T        | 450 hp V-2        |
| üzemanyag típus               | 400 L benzin      | 360 L benzin     | 620 L benzin     | 620 L benzin        | 620+170 L dízel   |
| maximális sebesség            | 100 km/h (62 mph) | 72 km/h (45 mph) | 86 km/h (53 mph) | 86 km/h             | 86 km/h           |
| teljesítmény súly arány       | 39 hp/t           | 35 hp/t          | 36 hp/t          | 34 hp/t             | 31 hp/t           |
| hatótávolság úton             | 300 km            | 200 km           | 250 km           | 250 km              | 400 km            |
| harcászati hatótávolság       | 100 km            | 90 km            | 120 km           | 120 km              | 230 km            |

## Lásd még
- Panzerkampfwagen I
- Fiat L6/40
- 7TP

## Galéria

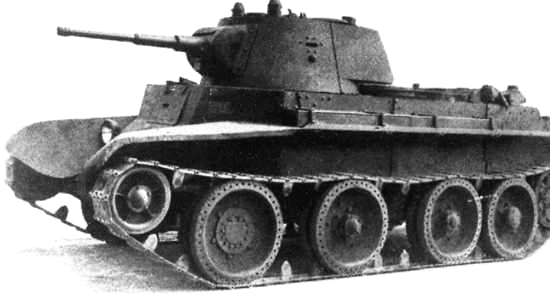
BT–7 tank.
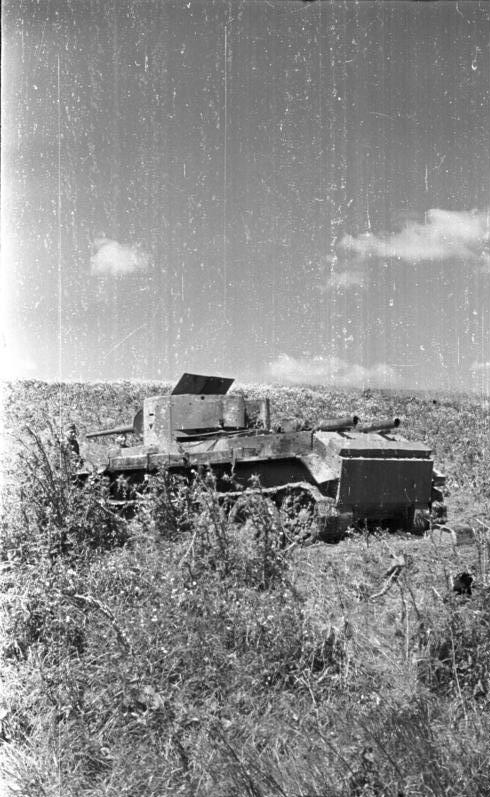
Kilött szovjet BT–7 tank 1941-ben.

## Külső linkek
- Salvage of BT-7 tank from Neva river
- BT tanks, BT tanks in museum and monuments
- Detailed article about early history of BT tanks automatically translated from Russian